# Abraham Palatnik

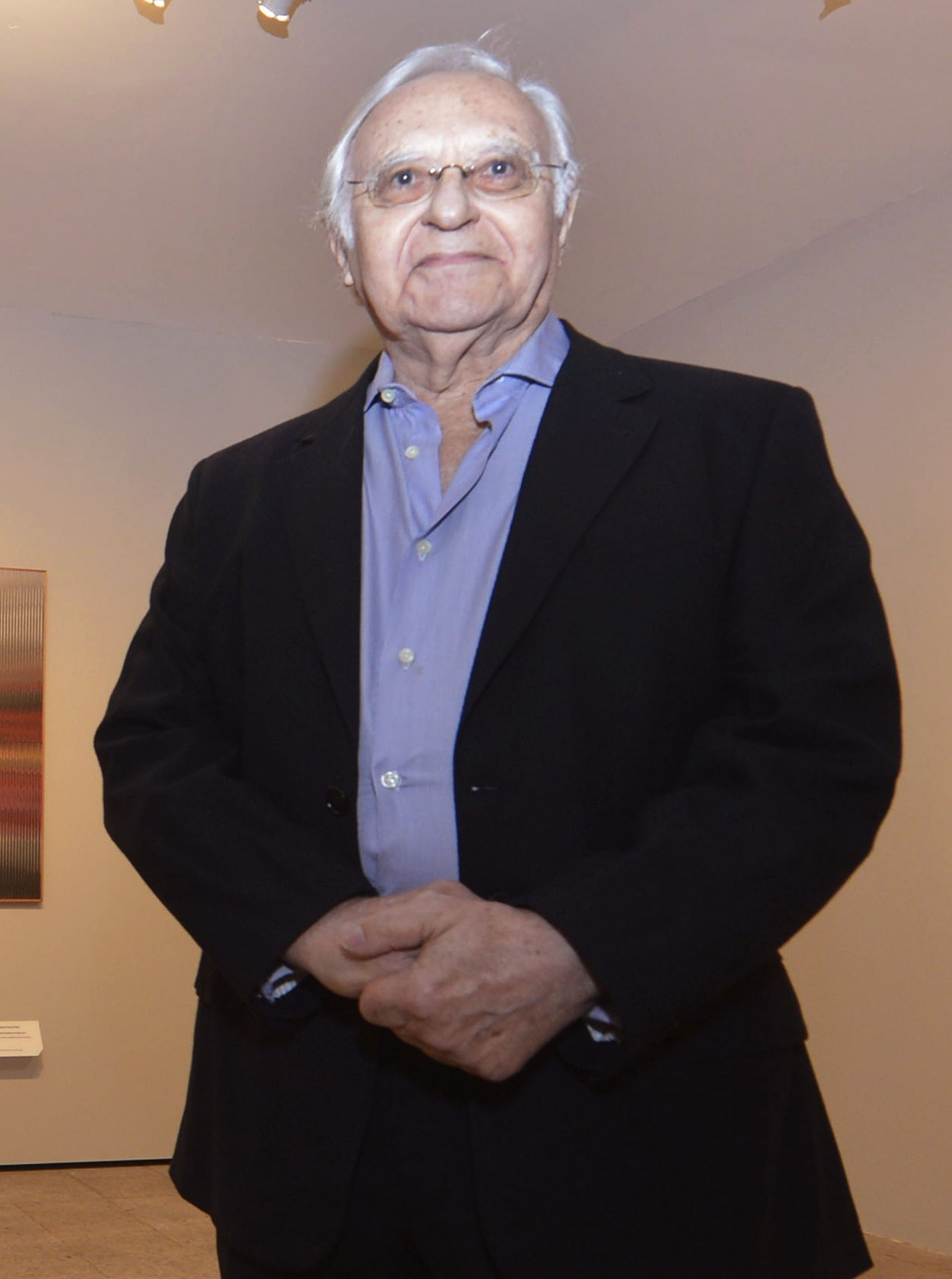
Abraham Palatnik, 2014

Abraham Palatnik (* 19. Februar 1928 in Natal, Bundesstaat Rio Grande do Norte, Brasilien; † 9. Mai 2020 in Rio de Janeiro, Brasilien) war ein brasilianischer Künstler, vornehmlich der Kinetischen Kunst und der Op-Art. Auch war er Erfinder und Designer.
Er gilt als einer der wichtigsten Künstler der Kinetischen Kunst in Lateinamerika im 20. Jahrhundert.

## Leben und Wirken
Abraham Palatnik wurde als Sohn russisch-jüdischer Einwanderer in Brasilien geboren und zog mit vier Jahren mit seinen Eltern nach Tel Aviv, wo er die Schule besuchte und Kunst studierte. 1948 kehrte er nach Brasilien zurück. Danach arbeitete er in einem Workshop mit psychisch Kranken und erstellte mit ihnen Kunst.
Seinen ersten größeren Auftritt im Kunstbetrieb Brasiliens hatte er 1951 mit der Teilnahme an der Kunstbiennale in São Paulo. Es folgten noch einige Teilnahmen dort und dann auch an der weltweit bedeutendsten, 1964 in Venedig.
Er starb am 9. Mai 2020 im Alter von 92 Jahren an den Folgen einer COVID-19-Infektion in Rio de Janeiro.

## Kunst und Schaffen
Werke von ihm wurden u. a. in Paris, Brüssel, Los Angeles und New York City ausgestellt und befinden sich in Museen u. a. in Houston, Brüssel und New York City.
Als Designer designte er dutzende von Tieren aus Acryl.
Er gründete 1954 zusammen mit seinem Bruder die Firma Arte Vida, mit der er ungewöhnliche Möbel erfand und vertrieb, die aus reinem, stabilen Glas waren.
Auch motorisierte er Apparate aus Plexiglas, Holz, Metall und oft in Kombination mit Glühbirnen entstanden einzigartige Kunstwerke der Kinetischen Kunst. Und er hinterließ auch Kohlezeichnungen, Figurative und Landschaftsmalereien.
Er war Mitglied der Gruppe Frente, wo sehr wichtige brasilianische Künstler zusammengeschlossen waren, so z. B. Hélio Oiticica, als den bekanntesten.
Seine Kunst wurde auch „Fresken des Lichtes“ genannt.
Mit der Kinematischen Kunst fing er 1949 an, die dann als „Kinechromatic Devices“ bezeichnet wurde. So erfand einer einen „Kinechromatic Apparatus S-14“, 1958 mit dem sich die Bewegungen des Malprozesses direkt aufzeigen ließen.